# Cobitis fahireae
Cobitis fahireae és una espècie de peix de la família dels cobítids i de l'ordre dels cipriniformes.

## Morfologia
- Els mascles poden assolir 4,5 cm de llargària total.[3]

## Reproducció
És ovípar.

## Hàbitat
Viu en zones de clima temperat.

## Distribució geogràfica
Es troba a Turquia.